# قیس سعید
قیس سعید (زاده ۲۲ فوریه ۱۹۵۸) استاد پیشین قانون اساسی است که در انتخابات ۲۰۱۹ تونس به عنوان یک فرد مستقل کاندید شد و در ۱۳ اکتبر ۲۰۱۹ به عنوان پنجمین رئیس‌جمهور تونس انتخاب شد. وی در این انتخابات از حمایت هر دو جبهه چپ و محافظه‌کاران مذهبی برخودار بود.

## زندگی‌نامه
قیس سعید پسر منصف سعید و لالا زکیا، خانواده‌ای با طبقه متوسط اما روشنفکر است. عموی وی هشام سعید اولین جراح کودکان در تونس بود که به دلیل جدایی دوقلوهای سیامی در دهه ۱۹۷۰ در سراسر جهان شناخته شد.

## فعالیت حرفه‌ای

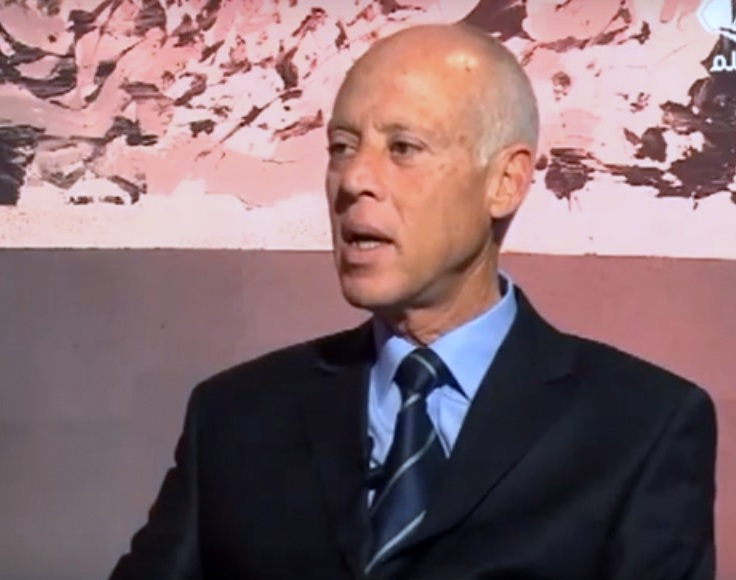
قیس سعید در ۲۰۱۳.

سعید استاد دانشگاه تونس بود و در سال ۲۰۱۸ بازنشسته شد. وی بین سال‌های ۱۹۹۰ تا ۱۹۹۵ به عنوان دبیرکل انجمن قانون اساسی تونس خدمت کرد و از ۱۹۹۵ تاکنون نایب رئیس این سازمان بوده‌است. سعید همچنین به عنوان معاون دانشکده حقوق در دانشگاه سوسه، به عنوان کارشناس حقوقی برای اتحادیه عرب و انستیتوی حقوق بشر عرب فعالیت داشته‌است. سعید همچنین عضو کمیته ای بود که برای ارائه نظرات در مورد پیش نویس قانون اساسی تونس در سال ۲۰۱۴ دعوت شده بود.

## حرفه سیاسی

### اوج‌گیری سیاسی
قیس سعید از ۲۰۱۳ تا ۲۰۱۴ در باشگاه‌ها و میتینگ‌های سیاسی متعددی شرکت کرد که جوانان را گردهم می‌آورد.
در سال ۲۰۱۶، جنبش موسسون برای حمایت از اقدام و پروژه‌های سعید ایجاد شد.

### کمپین ریاست جمهوری ۲۰۱۹

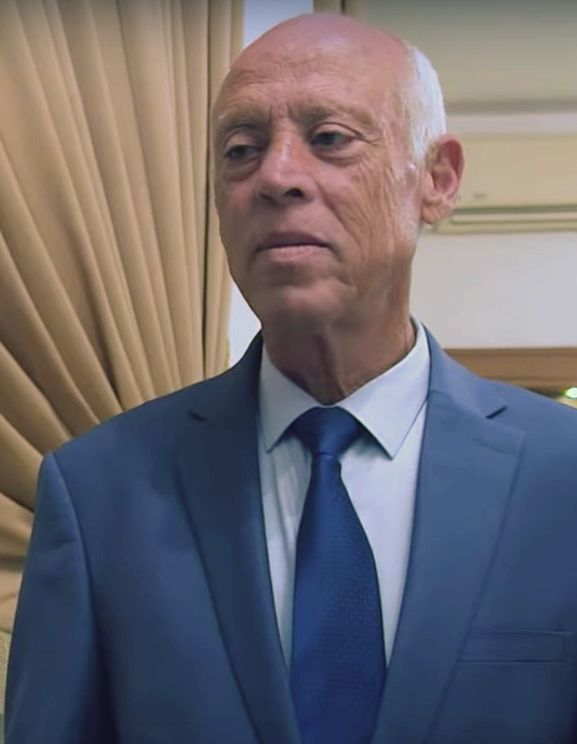
سعید در جریان کمپین ریاست جمهوری ۲۰۱۹.

سعید یکی از نخستین نامزدهایی بود که کاندیداتوری خود در انتخابات ریاست جمهوری ۲۰۱۹ تونس را اعلام کرد. او که به عنوان یک محافظه‌کار اجتماعی مستقل رقابت کرد، در پی جذب حمایت رای‌دهندگان جوانتر بود. یکی از سیاست‌های مورد حمایت او دادن اجازه برکناری مقامات از طریق انتخابات به شهروندان بود. سعید به رای‌دهندگان گفت که بسیاری از مشکلات کنونی تونیس ناشی از «بی‌احترامی به بسیاری از حقوق اساسی» است. او برنامه ای برای مبارزه با فساد،  «چه اخلاقی یا مالی» ارائه کرد. . سعید مورد حمایت اسلامگرایان و چپگرایان قرار داشت.
سعید در مصاحبه ای در سال ۲۰۱۹ حمایت خود از مجازات اعدام را اعلام کرد. او همچنین اظهاراتی در این خصوص داشت که ابراز علنی همجنس‌گرایی توسط کشورهای خارجی تأمین مالی و تشویق می‌شود:
به من گفته شده طرف‌های خارجی خانه‌های معینی را اجاره می‌کنند… همجنسگرایی در سراسر تاریخ وجود داشته‌است، اما افراد معینی می‌خواهند همجنسگرایی را پراکنده کنند.
او در زمینه مسایل زنان نیز مواضع محافظه کارانه ای اتخاذ کرده، و سازگار با تفسیر شرعی، با برابری جنسیتی در مسایل مربوط به ارث مخالفت کرده‌است.
قیس سعید با عادی سازی روابط اسرائیل و تونس مخالف است، و گفته اسرائیل با جهان اسلام در جنگ است، و هر رهبر مسلمانی که رابطه کشورش با صهیونیسم را عادی کند باید به خاطر خیانت محاکمه شود. او گفته کشورش با یهودیان مشکلی ندارد و تونسی‌ها از جمله پدرش از یهودیان در جریان جنگ جهانی دوم محافظت کرده‌اند.
سعید همچنین گفته حامی یک شیوه انتخاباتی تمرکززدایی شده، سه سطحی، غیرمستقیم برای انتخاب نمایندگان مجلس ملی دارای عناصری از دموکراسی مستقیم است، و اعتقاد دارد که نمایندگان محلی باید بر اساس شخصیت و ساختار شخصیتی شان انتخاب شوند نه ایدئولوژی شان. به دلیل ناشناختگی و عدم مبارزه انتخاباتی، به غیر از محافظه کاری اجتماعی مواضع متعددی از او به خوبی تعریف شده نبود. با وجود حمایت النهضه از او و داشتن مواضع محافظه کار اجتماعی، سعید خود را یک اسلام‌گرا توصیف نمی‌کند و مشاورانی از سرتاسر طیف سیاسی داشته‌است. او همچنین موافق اضافه شدن عناصر مذهبی به قانون اساسی نیست، و گفته اینها صرفاً باورهای شخصی اوست.